# Triforce
Triforce es una placa de sistema arcade desarrollada en conjunto por Nintendo, Namco y Sega, apareciendo los primeros juegos en 2002. El logo y el nombre fueron concebidos en honor a la saga de Nintendo, The Legend of Zelda, tomando como referente el objeto de la Trifuerza, y simbolizó la implicación de las tres compañías en el proyecto. Está basada en la arquitectura de la consola doméstica GameCube, lo cual facilita el portado de videojuegos desde las recreativas hasta los sistemas domésticos y viceversa, pero contando también con varias diferencias, incluyendo la doble cantidad de 1T-SRAM y módulos de expansión de RAM, así como provisiones para adiciones tales como el sistema de GD-ROM de Sega y almacenamiento en cartuchos.

## Especificaciones
- CPU principal: IBM PowerPC "Gekko" @ 486 MHz.
- Gráficos: ATI/Nintendo "Flipper" @ 162 MHz personalizado.
- Color: 24-bit Color (24-bit Z Buffer).
- Características del hardware: Fog, Subpixel Anti-Aliasing, 8 Hardware Lights, Alpha blending, Virtual Texture Design, Multi-Texturing, mapeado topológico, Environment mapping, MIP Mapping, Bilinear filtering, Anisotropic filtering, Real-time Hardware Texture Decompression (S3TC), Real-time Decompression of Display List, Embedded Framebuffer, 1MB Embedded Texture caché, HW 3-line Deflickering filter.
- Sonido DSP: Macronix 16-bit DSP @ 81 MHz personalizado.
- RAM principal: 48MB de MoSys 1T-SRAM.

## Juegos de "Triforce" lanzados

### GD-ROM
- Virtua Striker 2002 (2002) de Sega

- Gekitou Pro Yakyuu - Mizushima Shinji All Stars vs. Pro Yakyuu (2003) de Sega

- The Key of Avalon - The Wizard Master (2003) de Sega

- The Key of Avalon Ver.1.10 (2003) de Sega

- The Key of Avalon Ver.1.20 - Summon The New Monsters (2003) de Sega

- The Key of Avalon Ver.1.30 - Chaotic Sabbat (2004) de Sega

- The Key of Avalon Ver.2.00 - Eutaxy Commandment (2004) de Sega

- The Key of Avalon Ver.2.50 - War of the Key (2005) de Sega

- Virtua Striker 4  (2005) de Sega (juego de fútbol)
- Virtua Striker 4 Ver.2006 (2006) de Sega

### Cartucho de ROM
- F-Zero AX (2003) de Amusement Vision
- Mario Kart Arcade GP (2005) de Namco
- Mario Kart Arcade GP 2 (2007) de Namco

## Juegos de Triforce cancelados
- Star Fox Armada (2002/2003) - lanzado como Star Fox: Assault en GameCube
- The Key of Avalon Ver.1.20 - Summons & Banquet (2003)